# 関雄
関 雄（せき ゆう、7月12日 - ）は、日本の男性声優。EARLY WING所属。新潟県出身。

## 来歴
2025年3月31日、同日付でオフィスPACが事業停止したことに伴い、翌4月1日付でEARLY WINGに移籍。

## 人物
特技は司書、ゲーム、プラモデル、わら細工。

## 出演

### テレビアニメ
2014年
- ガンダム Gのレコンギスタ（運転手、議員、職員）
- 牙狼〈GARO〉-炎の刻印-（村人）
- 神撃のバハムート（兵士）
- ピンポン THE ANIMATION（辻堂部員B）

2015年
- 牙狼 -紅蓮ノ月-（家臣A）
- パンチライン（兵士2）
- ルパン三世 PART IV（部下A）

2016年
- ルパン三世 イタリアン・ゲーム（ピエトロ役の俳優）

2017年
- ロクでなし魔術講師と禁忌教典（ジン＝ガニス）
- スナックワールド（兵士、クルトン、戦士、飛行艇音声）
- GRANBLUE FANTASY The Animation（傭兵B、帝国兵A）

2019年
- ルパン三世 グッバイ・パートナー（看守）

2021年
- ルパン三世 PART6（スタッフ）

### OVA
- とびだしはあぶないぞ! むしむし村の交通安全（2012年、ビートル）

### 劇場アニメ
- 劇場版 TIGER & BUNNY -The Rising-（2014年、チョップマン）
- LUPIN THE IIIRD 血煙の石川五ェ門（2017年、立川[5]）
- Gのレコンギスタ I 行け！コア・ファイター（2019年、運転士）

### Webアニメ
- 無限の住人-IMMORTAL-（2020年、侍）

### ゲーム
2015年
- ドラゴンクエストVIII 空と海と大地と呪われし姫君（チェルス）
- ドラゴンクエストヒーローズ 闇竜と世界樹の城

2017年
- ニーア オートマタ
- バイオハザード7 レジデント イービル（クランシー・ジャーヴィス）
- ソニック フォース (男性アバター)

2018年
- ドラゴンクエストビルダーズ2 破壊神シドーとからっぽの島

2019年
- ASTRAL CHAIN

2020年
- ファイナルファンタジーVII リメイク
- Marvel's Avengers（ブルース・バナー）

2022年
- タクティクスオウガ リボーン

2024年
- ファイナルファンタジーVII リバース

### オーディオブック
- 星へ行く船（2017年、山崎太一郎）
- すごい!お金持ちチェンジ（2021年、朗読）

### 吹き替え

#### 映画
- アナーキー（ポステュマス〈ペン・バッジリー〉）
- ANNIE/アニー（ピックル[7]）
- インターステラー（ニュース男）
- エンド・オブ・キングダム（スルタン〈マバディ・ザハビ〉）
- GODZILLA ゴジラ（地上部隊員1[8]）
- サンダーバード55/GoGo（アンドリュー・T・スミス[9]）
- G.I.ジョー バック2リベンジ（コブラ技術者2）
- 15時17分、パリ行き（オレゴン州軍特技兵[注釈 1]）
- ジュラシック・ワールド（ジム〈マット・バーク〉）※劇場公開版
- スター・ウォーズ/フォースの覚醒
- スター・トレック イントゥ・ダークネス（ジェームズ）
- それでも夜は明ける（ジョン・ティビッツ〈ポール・ダノ〉）
- タンタンの冒険/ユニコーン号の秘密
- DCエクステンデッド・ユニバース
  - マン・オブ・スティール（レオーネ神父〈コバーン・ゴス〉）
  - バットマン vs スーパーマン ジャスティスの誕生（ルッカ警官）
- トランスフォーマー/ロストエイジ（捜査官3）
- ニード・フォー・スピード
- パディントン（洋服売り）
- マーベル・シネマティック・ユニバース
  - アイアンマン3（男性技師）
  - マイティ・ソー/ダーク・ワールド（衛兵3）
  - キャプテン・アメリカ/ウィンター・ソルジャー（第3機の技師）
  - ガーディアンズ・オブ・ギャラクシー（醜い看守）
  - アベンジャーズ/エイジ・オブ・ウルトロン（男性警官1）
  - アントマン（男性ディスパッチャー）
  - キャプテン・アメリカ:ブレイブ・ニュー・ワールド（碇[10]）
- ミッション:インポッシブル/ローグ・ネイション（A400クルー）
- ミュータント・タートルズ（フット技術兵1）
- ワンダーウーマン（独軍大尉[11]）

#### ドラマ
- アウトキャスト
- アメリカン・ゴシック 〜偽りの一族〜
- オースティン&アリー
- キャシアン・アンドー（ターガ）
- クイーンズ・ギャンビット（ベニー・ワッツ〈トーマス・ブロディ＝サングスター〉）
- クリミナル・マインド FBI行動分析課
- CSI:12 科学捜査班（チャーリー）
- シンイ-信義-（チュソク）
- Sneaky Pete スニーキー・ピート（エディ）
- とび蹴りアチョ〜ズ
- ネイルサロン・パリス 〜恋はゆび先から〜
- ハンニバル
- ビッグバン★セオリー/ギークなボクらの恋愛法則
- フォーリング スカイズ
- ホワイトカラー シーズン4
- Marvel ジェシカ・ジョーンズ
- Marvel ルーク・ケイジ
- THE MENTALIST メンタリストの捜査ファイル シーズン4（番組レギュラー）
- ヤング・スーパーマン
- レイ・ドノヴァン ザ・フィクサー

#### アニメ
- 劇場版 ムーミン 南の海で楽しいバカンス（ネコ犬[12]）
- ティーンエイジ・ミュータント・ニンジャ・タートルズ（2012年版） （テレビ東京系）

### ボイスオーバー
- 地球ドラマチック「コロッセオで大実験!世界遺産の舞台裏」

### 舞台
- 間違いの喜劇
- カリフォルニア・ドリーミン
- 真田風雲録
- なよたけ